# Cova del Cochino

Localització d'alguns dels jaciments més importants del Paleolític i Epipaleolític al País Valencià.

La cova del Cochino està situada 5 km al nord de Villena (Alt Vinalopó, País Valencià), al vessant sud de la serra del Morrón. La cavitat està orientada a l'est/sud-est i té 7 m de boca, 1 d'altura i 6 de profunditat. A banda i banda de la boca, la roca avança formant una protecció natural, que va completar amb un mur de pedres que només deixava accés a l'extrem septentrional. Davant la boca, s'estén una esplanada, una miqueta inclinada cap al barranc que corre al peu de la cova i limitada per una fila corba de pedres gruixudes, els extrems de les quals es recolzen en els ixents que flanquegen l'entrada.
Les excavacions arqueològiques van ser a càrrec de José María Soler García des de 1955. En el nivell I no va aparéixer cap resta de valor arqueològic, mentre que en el nivell II ja es van trobar algunes ceràmiques musulmanes. En el nivell III, en lloc de l'esperada capa neolítica, van aparéixer ascles i peces mosterianes datades d'uns 50.000 anys enrere. Aquestes peces són de gran valor atés que són les troballes més antigues de la comarca, i uns dels més antics de la província, juntament amb la Cova Negra de Xàtiva i la Cova del Teular d'Alcoi. El material més comú és el sílex, tallat en la seua major part amb tècnica Levallois, seguit per les troballes d'ossos d'animal quasi fossilitzats. Entre el material recollit abunden les puntes i rascadores típiques d'aquesta cultura, però escassegen els restants utensilis que solen aparéixer en jaciments més rics al nord dels Pirineus. Les troballes estan conservades en el Museu Arqueològic de Villena.